# O.M.G.
O.M.G. è un singolo della cantautrice italiana Chiamamifaro, pubblicato il 17 gennaio 2025 come secondo estratto dal terzo EP Lost & Found.

## Descrizione
Il brano, scritto dalla stessa cantautrice con Viviana Colombo, è prodotto da Emanuele Cotto, in arte Etta Matters o più semplicemente Etta, e Marco Paganelli, in arte Paga.

## Promozione
Il brano è stato presentato in anteprima nel corso della ventiquattresima edizione del talent show Amici di Maria De Filippi.

## Tracce
Testi di Angelica Cristina Gori e Viviana Colombo, musiche di Alessandro Belotti, Elisa Mariotti ed Emanuele Cotto.
1. O.M.G. – 2:34